# The Saga of Carl
«The Saga of Carl» (укр. «Сага про Карла») — двадцять перша серія двадцять четвертого сезону мультсеріалу «Сімпсони», прем'єра якої відбулась 19 травня 2013 року у США на телеканалі «Fox».

## Сюжет
Барт і Ліса підсідають на новий мультсеріал про «Кі-Я Карате Монстрів», через що діти постійно б'ються. Мардж це дратує і вона наполягає, щоб діти пішли до музею. Однак, там ціла виставка про «Кі-Я Карате Монстрів». На іншій виставці, присвяченій імовірності, Гомер захоплюється навчальним відео від Блеза Паскаля, в якому розповідається про ймовірність виграшу в лотерею.
Разом з друзями-завсідниками таверни Мо Гомер обирає виграшні номери для тижневого лотерейного квитка. В результаті Гомер, Ленні, Карл і Мо виграють 200 тисяч доларів, які вони погоджуються порівну розділити. Поки інші готуються до святкової вечірки, Карл іде отримати виграш. Однак, коли він не з'являється тієї ночі, друзі розуміють, що Карл втік з усіма грошима.
Після деяких генеалогічних досліджень з допомогою Ліси чоловіки дізнаються, що Карл втік на батьківщину своїх предків — в Ісландію. Гомер, Ленні та Мо вилітають до Рейк'явіка, щоб розшукати його та вимагати свою законну частку виграша.
Коли вони прибувають місцевий житель розповідає їм про ганебну сімейну історію Карлсонів, детально описану в ісландській сазі. Стародавній текст описує їх як боягузів, які не змогли зупинити варварських загарбників, які тисячу років тому вдерлися до Ісландії, спричинивши масові руйнування. Коли вони вистежують Карла в будинку сім'ї Карлсонів, вони дізнаються, що причина його поїздки в Ісландію полягала в тому, щоб очистити своє прізвище. На гроші Карл купив втрачену сторінку саги, яка, має показати, що Карлсони насправді були хоробрими воїнами. Він також каже, що приховував це, тому що не вважає їх справжніми друзями, а просто знайомими-завсідниками. Розлючений Ленні нарешті кидається на Карла, а після бійки чоловіки вихоплюють втрачену сторінку саги собі.
Спочатку чоловіки планують просто знищити сторінку, але по Skype-дзвінку Мардж змушує їх хоча би спочатку прочитати, про що там ідеться. Вивчивши давньоісландську мову, вони дізнаються зі сторінки, що предки Карлсона насправді були ще гіршими, ніж думають люди — вони були колабораціоністами, які не лише пустили варварів до Ісландії, але й приєдналися до них у грабежах, підпалах і масових вбивствах… Це ще більше посилює печаль до того, що пережив Карл.
Зібравши на площі всіх ісландців, чоловіки пояснюють їм добрі справи, які Карл зробив у повсякденному житті протягом багатьох років: колись він допоміг Ленні переїхати, допоміг Мо пофарбувати його будинок і завжди залишає залишки пива в холодильнику для Гомера. Вражені цим, ісландці офіційно пробачають сім'ю Карлсонів, а їхню репутацію очищають. Коли батько Карла запитує його, чому він не вважає Гомера, Ленні та Мо справжніми друзями після того, що вони зробили? Карл починає плакати кажучи, що він не може заперечувати, що вони є друзями.
У фінальній сцені Гомер, який планував побудувати шикарний басейн для сім'ї на свою частку лотерейних грошей, співпрацює з Мо, Ленні та Карлом, щоб зробити міні-басейни з пивних діжок. Вони подобаються всім, крім самого Гомера, який застрягає у своєму.

## Виробництво
Початковий сценарій серії здався продюсерам «Сімпсонів» складним, а читання сценарію спантеличило команду. Виконавчий продюсер Джеймс Брукс запропонував зосередити частину історію на Ленні, тому продюсери змінили сценарій, щоб привернути увагу до почуттів Ленні.
Гурт «Sigur Rós» написав оригінальну музику до епізода та виступили в ролі самих себе себе. Вони також зробили кавер на головну музичну тему «Сімпсонів», який звучить у кінцевих титрах. Творець «Сімпсонів» Метт Ґрюйнінґ був шанувальником гурту і мав за честь почути їхню музику в серії.

## Цікаві факти і культурні відсилання
- Назва орендованого чоловіками авто для їзди Ісландією «Fjord Fjiesta» є відсиланням до автомобілів «Ford Fiesta» та фіордів[4].

## Ставлення критиків і глядачів
Під час прем'єри серію переглянули 4,01 млн осіб з рейтингом 1.9.
Роберт Девід Салліван з «The A.V. Club» дав серії оцінку B-, сказавши, що в серії є «несподіване — це розповідь, яка розгортається в Ісландії… Це не дуже смішний епізод, але створюється відчуття, що аніматорам сподобалося вибиратися зі Спрінґфілда, а партитура для ісландських сцен від інді-рок-групи „Sigur Rós“ є принаймні бажаною зміною старовинної музики, яку [зміну музики] шоу незбагненно сподобалося [робити] цього сезону».
Водночас Тереза Лопес з «TV Fanatic» дала серії і наступній серії «Dangers on a Train», що вийшла того вечора, три з п'яти зірок, сказавши:
|  | Дивна історія про Карлсонів і спроби Карла повернути гордість своєї родини насправді була лише надуманим приводом для подорожі до Ісландії. І, можливо, дослідити поверхневу дружбу між чоловіками. Зрештою, здавалося, це не мало значення, що вони ніколи ні про що не говорять, тому що вони піклуються одне про одного. А хлопці не говорять про свої почуття, правда? |

Згідно з голосуванням на сайті The NoHomers Club більшість фанатів оцінили серію на 4/5 із середньою оцінкою 3,72/5.